# Пискарёв, Павел Алексеевич
Павел Алексеевич Пискарёв (1875, Давыдово, Калужская губерния — 1949, Кишинёв) — русский художник-монументалист и станковист.

## Биография

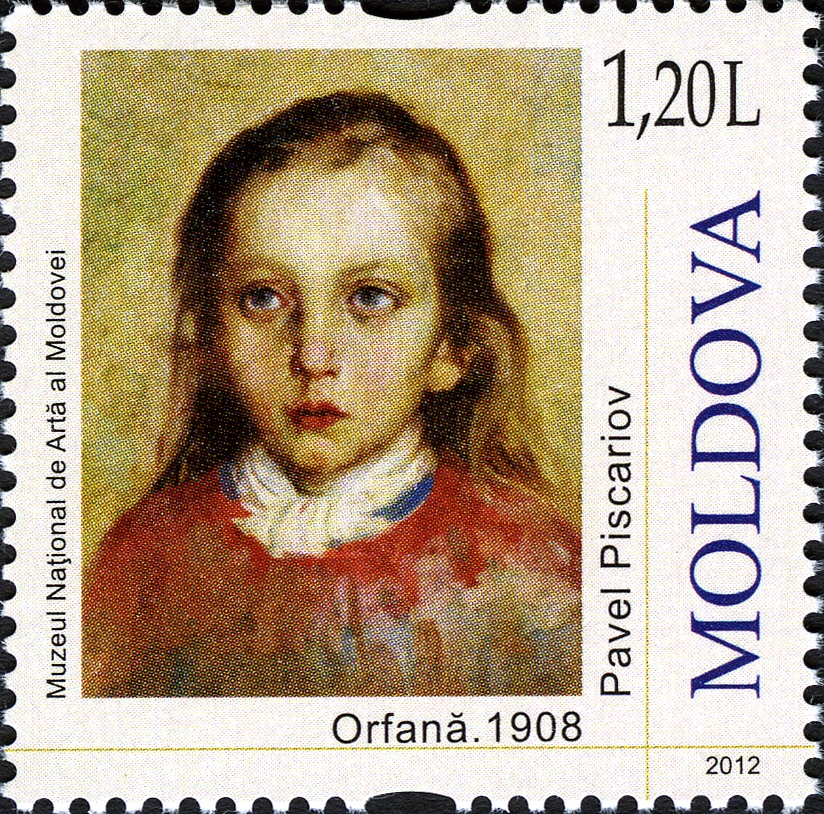
Марка Молдовы 2012 г. Фрагмент картины П. Пискарёва из собрания Национального Художественного музея Молдовы

Родился в крестьянской семье в деревне Давыдово (ныне — Юхновского района Калужской области). В 1880 году семья переехала в Одессу.
После обучения в Одесском рисовальном училище, с 1899 года он обучался в одесском «Художественном училище Общества изящных искусств» — под руководством К. Костанди и А. Попова.
Был приглашён в Кишинёв, где открыл художественную мастерскую, выполнявшую всевозможные декоративные работы: картины, копии с картин знаменитых художников, портреты с карточек и натуры, иконы, киоты, иконостасы, чеканку образов, роспись церквей и комнат, планы и сметы иконостасов, проекты и эскизы, росписи стен, потолков, витрин, декораций, мебели, решеток, крестов, памятников. Уже тогда давал уроки рисования, живописи, скульптуры и выжигания.
Был директором-учредителем и преподавателем первой в Кишинёве частной школы художественного ремесла и прикладного искусства, созданной им в 1907 году на базе его же мастерской. Целью этой школы было «дать опытных мастеров-ремесленников, распространять художественное образование среди них и способствовать развитию вкуса к изящному искусству во всех слоях общества».
С 1911 года преподавал рисунок в Кишинёвской духовной семинарии. В начале 1920-х переехал в Румынию. В 1926‒1930 годах работал в Национальном театре Бухареста.
Член Бессарабского товарищества любителей искусств (Кишинёв) и Херсонского общества любителей изящных искусств. Участник выставок Общества любителей изящных искусств Бессарабии (1906, 1910, 1918) и Общества изящных искусств Бессарабии (1939). Провёл персональные выставки в Бухаресте (1928 — церковная живопись, 1929), Кишиневе (1936, совм. с дочерью Анной Пискаревой).
Похоронен на Армянском кладбище в Кишинёве.

## Творчество
Стоял у истоков современной молдавской живописи. Работал в разных жанрах и видах изобразительного искусства.

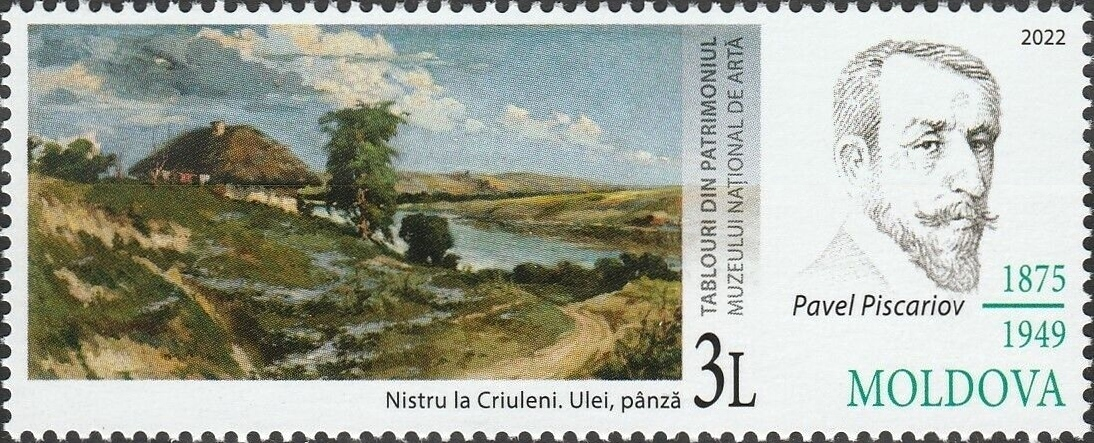
Почта Молдова, 2022 г.

Занимался монументальной и станковой живописью, писал портреты. Создавал картины в стиле русского передвижничества, обращался к мифологическим мотивам. Много занимался церковной живописью.
Автор росписей Спасо-Преображенского собора в Болграде (1912), Свято-Покровского собора в Измаиле (1913 и 1936), Свято-Вознесенского собора в Рени (1914), церквей в Тырговиште в Румынии (1931), в селах Сынжера и Загоряны, Белгороде-Днестровском (1939), Кафедрального собора и Вознесенской церкви в Кишиневе (1930-е). В 1940 получил заказ на роспись Дмитриевской церкви в Измаиле, но выполнить эту работу не успел из-за прихода советской власти.
Полотна П. Пискарёва сейчас хранятся в коллекции произведений художников Бессарабии конца XIX — начала XX веков в Национальном Художественном музее Молдовы.

## Память
- В Молдове были выпущены почтовые марки, посвященные художнику.